# Таутиев, Владимир Бадчериевич
Влади́мир Бадчери́евич Таути́ев (род. 6 марта 1937, Орджоникидзе, СССР) — советский и российский живописец, баталист, художник студии военных художников имени М. Б. Грекова с 1969 года.
Народный художник РФ (1994). Лауреат премии Московского комсомола (1972). Член Союза художников СССР с 1968 года. Член КПСС с 1978 года.

## Биография
Владимир Таутиев родился в городе Орджоникидзе Северо-Осетинской АССР (ныне Владикавказ). Отец Бадчери Агубеевич погиб на фронте, в битве под Москвой.
В 1948—1953 гг. учился в Орджоникидзевской средней художественной школе им. С. Д. Тавасиева (мастерская Б. Серова и Н. Жукова).
В 1953—1959 гг. учился в Ленинградской средней художественной школе при ЛИЖСА им. И. Е. Репина.
В 1959—1965 гг. обучался в Московском государственном художественном институте имени В. И. Сурикова (мастерская профессора В. Г. Цыплакова).
В 1965—1969 гг. работал в комбинате Художественного фонда СССР
С 1967 года активный участник всесоюзных, республиканских, и городских выставок.
В 1968 году принят в Союз художников СССР.
С 1969 года по настоящее время работает в Студии военных художников имени М. Б. Грекова.
В 1978 году вступил в КПСС.
В 1988 году создаёт масштабную диораму «Высадка Евпаторийского десанта. 5 января 1942 года» размером 20 метров в длину и 7 в высоту, для которой был отстроен специальный зал в Евпаторийском краеведческом музее.
12 мая 2022 года состоялось открытие персональной выставки к 85-летнему юбилею художника в Центральном доме Российской армии имени М. В. Фрунзе.
Женат, имеет сына Антона (1967 г.р.).

## Основные произведения
- «Красный Кавказ» (1970)
- «Товарищеская встреча» (1971)
- «Мои герои» (1972)

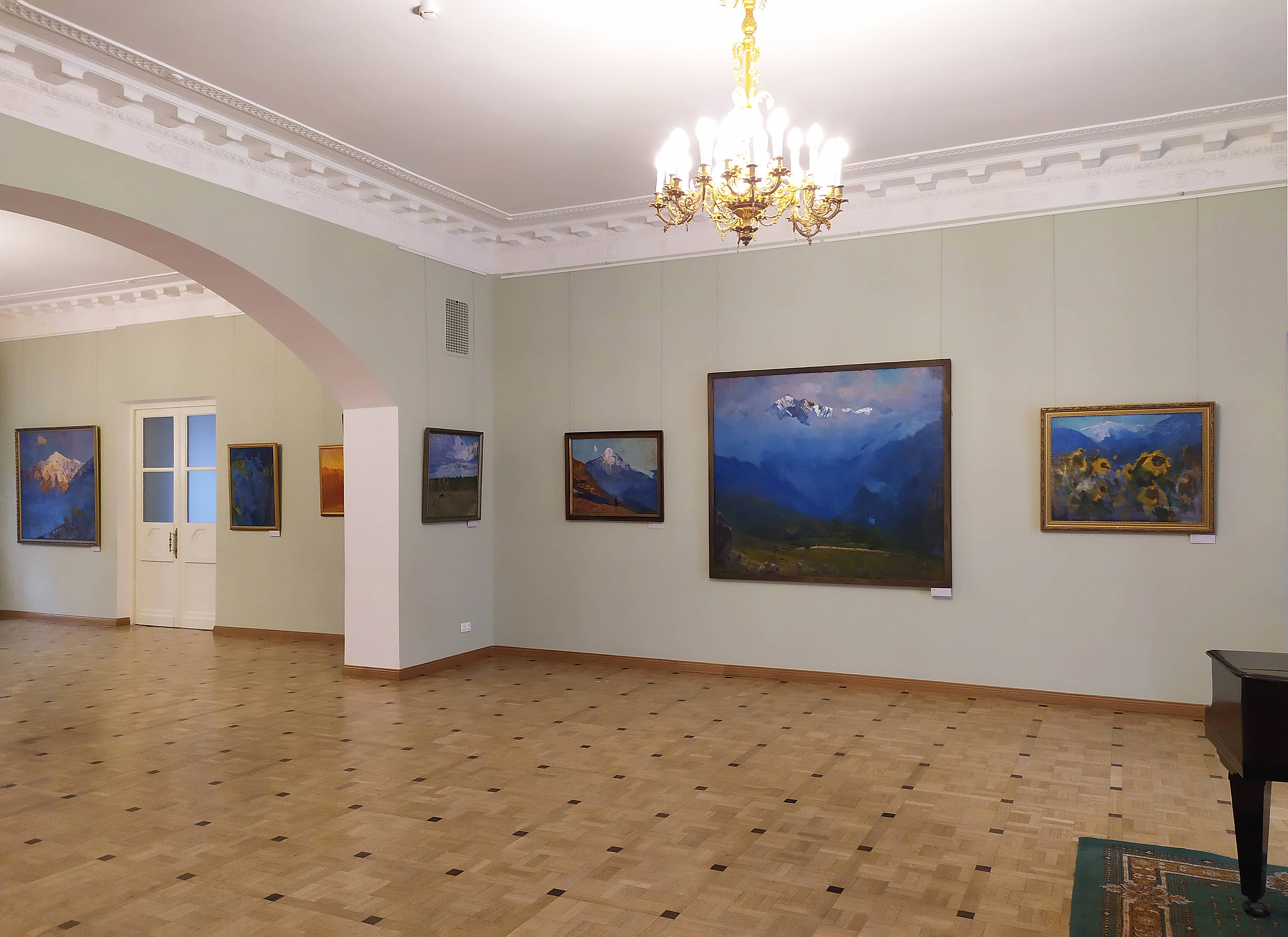
Живописные произведения народного художника России Владимира Таутиева на его персональной выставке в Центральном доме Российской армии

- «Освобождение Белграда. 1944 год» (1974)
- «Голос „Свободной Германии“» (1975)
- «Встреча в югославском селе» (1982)
- «Май. 1945 год» (1984, второй вариант — 1995)
- «На Берлин» (1984)
- Диорама «Высадка Евпаторийского десанта. 5 января 1942 года» (Холст, масло, 2000 х 700 см, 1988, Евпаторийский краеведческий музей)
- «Ветераны» (1989)
- «Этот день Победы» (1990)
- «Рейхстаг взят» (2001)
- "Ракетный залп АПЛ «Екатеринбург» (2007)
- «В минуты затишья» (2008)
- «Марухский перевал» (2012)
- «Сигнальный залп крейсера Авроры» (2014)
- «Советская конница под Москвой. 1942 год» (2018)
- «Водная трасса „Дороги жизни“» (2019)

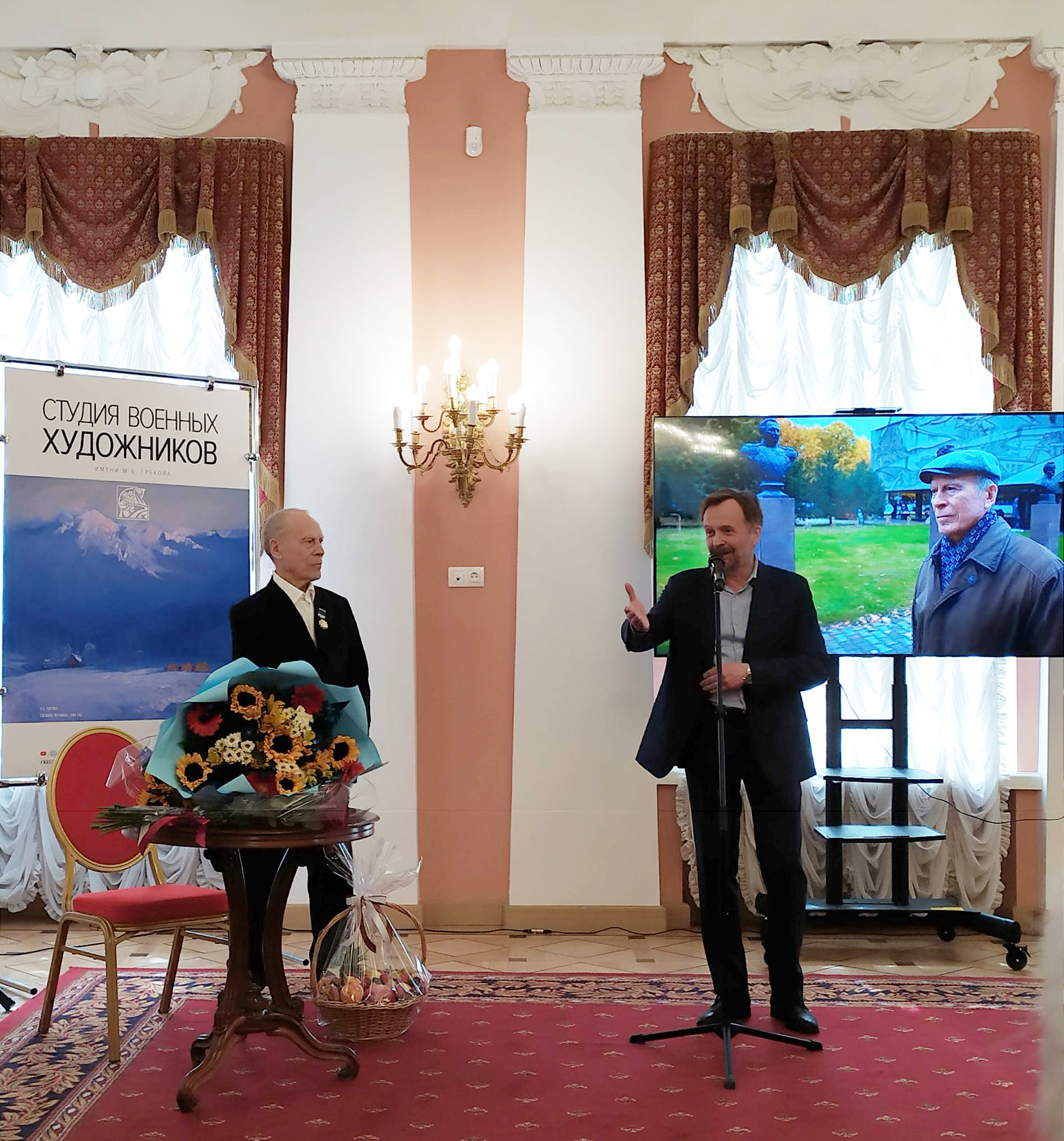
Открытие юбилейной выставки Владимира Таутиева в Центральном доме Российской армии 12 мая 2022 года. Выступает народный художник России, академик Дмитрий Белюкин

## Награды и звания
- Медаль ордена «За заслуги перед Отечеством» II степени (2024)[5]
- Народный художник Российской Федерации (6 июля 1994) — за большие заслуги в области изобразительного искусства[6]
- Заслуженный художник РСФСР (1982)
- Премия МГК ВЛКСМ (1972) — за картину «Красный Кавказ»
- Почётная грамота Министра обороны РФ (2001)